# Брыжин, Александр Алексеевич
Александр Алексеевич Брыжин (22 ноября 1922, сл. Даниловка, Царицынская губерния, РСФСР — 26 июня 1985, Волжский, Волгоградская область, РСФСР, СССР) — советский партийный и государственный деятель. Первый секретарь Кокчетавского обкома КП Казахстана (1964—1968).

## Биография
Родился 22 ноября 1922 в слободе Даниловка Царицынской губернии РСФСР (ныне рабочий посёлок в составе Даниловского района Волгоградской области России). Член ВКП(б) с 1945.

### Образование
В 1941 — курсант Астраханской авиационно-технической школы.
В 1955 окончил Высшую партийную школу при ЦК ВКП(б) / КПСС.

### Трудовая деятельность
Участник Великой Отечественной войны.
- 1946—1947 гг. — первый секретарь Даниловского районного комитета ВЛКСМ (Сталинградская область).
- 1947—1949 гг. — заместитель заведующего отделом Сталинградского областного комитета ВКП(б), заведующий отделом Ленинского районного комитета ВКП(б) (Сталинградская область),
- 1949—1950 гг. — инструктор отдела партийных, профсоюзных и комсомольских органов Сталинградского областного комитета ВКП(б),
- 1950—1952 гг. — первый секретарь Раковского районного комитета ВКП(б) (Сталинградская область),
- 1955—1961 гг. — первый секретарь Бурлинского районного комитета КП Казахстана (Западно-Казахстанская область),
- 1961—1963 гг. — второй секретарь Западно-Казахстанского — Уральского областного комитета КП Казахстана,
- январь-апрель 1963 г. — второй секретарь Уральского сельского областного комитета КП Казахстана,
- 1963—1964 гг. — первый секретарь Кокчетавского сельского областного комитета КП Казахстана,
- 1964—1968 гг. — первый секретарь Кокчетавского областного комитета КП Казахстана,
- 1968 г. — инспектор ЦК КП Казахстана,
- 1968—1975 гг. — председатель Государственного комитета СМ Казахской ССР по профессионально-техническому образованию,
- 1975—1977 гг. — первый заместитель председателя исполнительного комитета Джезказганского областного Совета,
- 1977—1978 гг. — заместитель директора Волжского трубного завода,
- с 1978 г. — директор Технического училища № 11 (Волжский Волгоградской области).

Депутат Верховного совета СССР 7 созыва.

## Награды и звания
- Награждён двумя орденами Ленина, орденом Трудового Красного Знамени.